# 王勇智
王勇智 （1964年6月—），中华人民共和国政治人物，曾任中共喀什地委委员、莎车县委书记。2017年，他下令釋放當地再教育營關押的7000餘人，隨後因此被开除党籍、开除公职，並被提起公訴。

## 履历
- 1980年10月 喀什农校植保专业学生；

- 1983年7月 岳普湖县农业技术推广站技术员；

- 1987年8月 新疆八一农学院农经系学生；

- 1989年8月 新疆岳普湖县人民政府办公室副主任；

- 1993年3月 新疆喀什地区农发处办公室主任；

- 1994年1月 新疆喀什地区财政处办公室主任；

- 1997年2月 新疆莎车县委常委、组织部长；

- 2001年8月 新疆莎车县委副书记；

- 2002年11月 新疆莎车县委副书记、人大党组书记；

- 2004年4月 新疆伽师县委书记；

- 2008年5月 喀什行署副专员；

- 2012年4月 喀什行署副专员、新疆生产建设兵团第三师图木舒克市党委常委、三师副师长；

- 2012年12月 喀什行署副专员、新疆生产建设兵团第三师图木舒克市党委常委、第三师副师长；

- 2014年11月 喀什地区行署副专员、党组成员、莎车县委书记；

- 2015年1月 莎车县委书记；

- 2015年3月 喀什地委委员、莎车县委书记。[2]

## 主政莎车县
2014年莎车县暴恐袭击案发生后，在新疆南部长大并有着执政经验的王勇智就任莎车县县委书记。王勇智认为教育和经济发展为消灭恐怖主义的方法，因此上任后加强了莎车县的安全措施，与此同时大力推动双语教育，并建设机场、水利设施，加强基础设施建设
，致力于经济发展。根据上级指示，王勇智在任内建起了两个庞大的新拘留设施，并把两万人关进了拘禁营。但王勇智私下里对这些做法表示顾虑，担心大规模拘禁会损害该县的民族关系，并阻碍经济发展。王勇智下令释放了拘禁营中关押的7000多人。

## 落马
2017年9月后，王勇智从公众视野中默默地消失了 ，莎车县委书记一职改由范宝军担任。
2018年3月，王勇智被控存在“严重违背党中央治疆方略”、贪污腐败等问题，被开除党籍、开除公职，并移送检察机关提起公诉。 2018年第23期《中国纪检监察》杂志文章《整治形式主义官僚主义要往深处抓实里做》中，提到王勇智“把上千户农村贫困家庭强行安置到未通暖气的楼房过冬，导致干群关系对立。” 但官方的公开报告中并未提及王勇智释放在押人员一事。 2019年11月，《纽约时报》声称，一些中国网民在社交媒体上向王勇智表示了敬意。